# أكاديمية بطلي (الموسم 1)
الموسم الأول من أكاديمية بطلي (僕のヒーローアカデミア Boku no Hīrō Academia) أُنتِج الموسم الأول من المسلسل التلفزيوني من هذا الأنمي بواسطة بونز وإخراج كينجي ناغاساكي، مع يوسكي كورودا الذي يتعامل مع تأليف هذا المسلسل، أما يوشيهيكو أوماكوشي فهو يقدم تصميمات للشخصيات ويقوم يوكي هاياشي بتأليف الموسيقى الخاصة به.

## قصة الموسم
تدور أحداث هذا الموسم في عالم اكتسب فيه حوالي 80% من البشر القدرة على تطوير قوى خارقة. تبدأ القصة في مغامرات إيزوكو ميدوريا، وهو صبي يحلم بأن يصبح بطلًا خارقًا بنفسه على الرغم من كونه عديم الشخصية وبلا قدرة. حيث قابل أعظم بطل في العالم، أول مايت، الذي يمنحه القدرة الخاصة به إلى ميدوريا بعد إدراكه لإمكاناته، ويساعده أول مايت في تسجيله في مدرسة ثانوية مرموقة للأبطال الخارقين.

## الإنتاج والإصدار
أُصدِر الموسم على دي في دي وبلو راي في خمس مجموعات، تحتوي كل منها على حلقتين إلى ثلاث حلقات، بواسطة توهو بين 29 يونيو و12 أكتوبر 2016. وتم ترخيص المسلسل لإصداره مدبلجًا باللغة الإنجليزية في أمريكا الشمالية وأصدر الحلقات في مجموعة DVD وبلو راي واحدة في 18 أبريل 2017.

## قائمة الحلقات
| رقم الحلقة | رقم الحلقة               | عنوان الحلقة                                                                     | عنوان الحلقة                  |
| اليابان | العالم العربي (المدبلجة) | الأصلية (باليابانية)                                                             | الدبلجة (العربية)             |
| --- | ------------------------ | -------------------------------------------------------------------------------- | ----------------------------- |
| 1 | 1                        | إزوكو ميدوريا: أصل 「緑谷出久：オリジン」 - Midoriya Izuku: Orijin               | حقيقة إيزوكو                  |
| في عالم يتمتع فيه معظم سكانه بقوى خاصة، يظهر إيزوكو ميدوريا وهو صبي صغير كان يحلم دائمًا بأن يصبح بطلاً، ولكنه وُلد بلا قوى خاصة. وفي أحد الأيام تعرض للهجوم من قبل شرير لزج ولكنه أُنقذ من قبل أول مايت، أفضل بطل في العالم وأسطورة إيزوكو منذ الطفولة. وبعد رؤيته بأن إيزوكو أصبح آمناً، وضع الشرير في زجاجه، وعندما بدأ بالتحليق أمسك إيزوكو بساق أول مايت، وينتهي به الأمر بالطيران معه. وبعد أن هبط أول مايت على سطح أحد المباني، سأله إيزوكو عما إذا كان يمكن لشخص لا يمتلك طاقة أن يصبح بطلاً مثله. |                          |                                                                                  |                               |
| 2 | 2                        | ما يلزم لتصبح بطلا 「ヒーローの条件」 - Hīrō no jōken                            | ما الذي تحتاج إليه لتكون بطلا |
| يكتشف إيزوكو أن الشكل الحقيقي لـ أول مايت هو رجل ضعيف وهزيل لأنه قد تعرض لإصابة خطيرة في جهازه التنفسي منذ 5 سنوات، مما حدّ من استخدام قواه لمدة لاتزيد عن 3 ساعات في اليوم. وقال أول مايت لـ إيزوكو أنه يجب عليه التخلي عن كونه بطلاً وأن يركز على حلم أكثر واقعية. مما جعل إيزوكو محبطًا، وبعد سير إيزوكو إلى المنزل، لاحظ أن زميله المتنمر كاتسوكي باكوغو يتعرض للهجوم من قبل نفس الشرير الذي أسره أول مايت، والذي هرب عندما أمسك إيزوكو بساق أول مايت. ومع عدم وجود أبطال قادرين على محاربة الشرير، يندفع إيزوكو لمساعدة باكوغو بكل شجاعة، حيث يحاول الشرير مهاجمة إيزوكو، ولكن أول مايت ينقذ كل من إيزوكو وباكوغو ويقضي على الشرير بهجوم قوي واحد فقط. بعد ذلك يلتقي أول مايت مع إيزوكة مرة أخرى ويخبره أنه يمكن أن يصبح بطلاً، هذا الأمر الذي جعل دموع إيزوكو تتناثر.                                                                               |                          |                                                                                  |                               |
| 3 | 3                        | زئير عضلات 「うなれ筋肉」 - Unare kinniku                                        | نقطة التحول                   |
| يخبر أول مايت إيزوكو عن قدرته الخاصة به، "الواحد من أجل الجميع"، وهي شعلة مقدسة تُنقل قوتها من شخص إلى آخر، وتزيد قوتها في كل مرة تنتقل فيها. حيث يعتقد أول مايت أن إيزوكو يستحق قدرته الفريدة، وإن منحها له على الفور قد يدمر جسده فهو غير متدرب عليخا بعد. يقوم أول مايت بعد ذلك بتصميم نظام تدريب مدته عشرة أشهر للتأكد من أن إيزوكو يمكن أن يصبح بطلاً يمكنه تحمل قدرة "الواحد من أجل الجميع". بعد عشرة أشهر من التدريب المكثف، أصبح جسد إيزوكو أكثر قوة وعضلات، حيث بدأ أول مايت باعتباره الآن خليفاً جديرًا لـ الواحد من أجل الجميع. يعطي أول مايت قطعة من شعره ليأكلها إيزوكو، لنقل قدرة أول مايت إلى إيزوكو من خلال الحمض النووي الخاص به. |                          |                                                                                  |                               |
| 4 | 4                        | خط بداية 「スタートライン」 - Sutāto Rain                                        | خط البداية                    |
| بعد حصول إيزوكو على طاقة البطل الأول أول مايت، يحضر امتحانات ثانوية الأبطال U.A. حيث أدى افتقار إيزوكو للخبرة إلى تخلفه بشدّة عن الآخرين حتى وجد إحدى زملائه الممتحنين، أوتشاكو أوراراكا أنها في خطر هجوم الآلي فركض لإنقاذها. تمكن من استخدام قدرة الواحد من أجل الجميع لإطلاق لكمة قوية تدمر الآلة العملاقة على الفور، ولكن قوة الهجوم المطلقة جعلت ذراعه تنكسر. بعد أسبوع واحد، تلقى إيزوكو نتائج امتحاناته من أول مايت، والذي سيكون المعلم الجديد في ثانوية للأبطال. حيث يُظهر في نهاية مقطع الفيديو أن هناك فتاة تطلب من أحد المعلمين، أن يمنح نقاطًا لإيزوكو لأنه أنقذها. على الرغم من تسجيل إيزوكو صفرًا من النقاط في التدريب العملي، فقد سُجل له 60 نقطة نتيجة إنقاذه لها مما مُنح أكثر مما قُرر لاجتياز الاختبار والتسجيل في ثانوية الأبطال المرموقة.                                                                                               |                          |                                                                                  |                               |
| 5 | 5                        | ما أستطيع فعله الأن 「今 僕に出来ることを」 - Ima boku ni dekiru koto o          | ما الذي أقدر على فعله الآن    |
| يبدأ إيزوكو يومه الأول في ثانوية الأبطال المرموقة كطالب في الفصل 1-A جنبًا إلى جنب مع باكوغو وأوراراكا. يُجري مدرِّس الفصل، شوتا إيزاوا اختبارًا بدنيًا لتقييم كيفية استخدام الطلاب لقدراتهم الخاصة، ويهدد بطرد الطالب الأسوأ مرتبة على أنه غير قادر على استخدام القدرة الخاصة به أكثر من مرة دون كسر عظامه مرة أخرى مشيرا إلى إيزوكو، حيث كان لدى إيزوكو تسديدة واحدة فقط للحصول على درجة جيدة أثناء اختبار التصويب. يلقي رميته، وفي الثانية الأخيرة، يركز قدرة "الواحد من أجل الجميع" من خلال أطراف أصابعه. تمنحه الرمية المتفجرة درجة عالية، ولا تؤدي إلا إلى كسر العظم في إصبعه، ولا تثير إعجاب زملائه في الفصل فحسب، بل معلمه وأول مايت أيضًا الذي كان يراقبه عن بعد. |                          |                                                                                  |                               |
| 6 | 6                        | هج، أيها مهووس لعين. 「猛れクソナード」 - Takere kuso nādo                       | اغضب يا دودة الكتب            |
| ينتهي اختبار القدرات مع احتلال إيزوكو المرتبة الأخيرة، ومع ذلك، يكشف إيزاوا أن قاعدة الطرد كانت خدعة لإخراج الأفضل في الفصل، هذا الأمر الذي أثار صدمة الطلاب. في اليوم التالي، يخضع الفصل 1-A لتدريب البطل الأساسي حيث يكون أول مايت هو معلم هذه الحصة. يرتدي الطلاب أزياء الأبطال الخاصة بهم، ويُيكلفون بمعركة وهمية بين فرق الشخصيات لاختبار قدراتهم القتالية. قُرر أن يكون إيزوكو مع أوراراكا، التي أصبحت صديقةً له منذ ذلك الحين وخصومه هم تينيا إيدا وباكوغو، وبعد أن علم باكوغو أن إيزوكو أصبح فجأة يتمتع بميزة ولديه طاقة. يهاجم باكوغو إيزوكو عندما يبدأ التمرين على الفور ولكنه يصاب بصدمة عندما يتوقع هجومه ويتصدى له. يخبر إيزوكو أنه لم يعد "ديكو" الضعيف والأعزل الذي كان يسخر منه دائمًا. |                          |                                                                                  |                               |
| 7 | 7                        | ديكو ضد كاتشان 「デクvsかっちゃん」 - Deku vs Kacchan                            | إيزوكو ضد كاتسوكي             |
| يظهر الفلاش باك أن "ديكو" و"كاتشان" قد نشآ في نفس الحي ويعرفان بعضهما البعض منذ أن كانا أطفالًا صغارًا. كان باكوغو محاطًا دائمًا بالثناء على قوة انفجاراته القوية بالفطرة، مما جعله يشعر دائمًا بالتفوق على كل من حوله. ومع ذلك، لم يعامل إيزوكو باكوغو أبدًا كما لو أنه كان أفضل منه، بل وحاول مساعدته بعد سقوطه في النهر. لم يأخذ باكوغو هذا إلا على أنه إهانة، مثلما كان يعامل به إيزوكو، على كونه عديم الشخصية، مما جعله ينظر إليه بازدراء. لقد انتقل هذا الغضب بعد سنوات حتى هذه المعركة. تستمر المعركة الوهمية حيث بالكاد يتمكن إيزوكو من الصمود أمام هجمات باكوغو المدمرة، تاركًا أوراراكا لمواجهة إيدا بنفسها. كان إيزوكو غير قادر على الفوز على باكوغو، وبعد ذلك، استخدم إيزوكو ميزته لإعادة توجيه إحدى انفجارات باكوغو المدمرة للمنطقة التي يتواجد فيها إيدا، مما يؤدي إلى إعاقته والسماح لأوراراكا بالفوز بالمعركة من خلال الاستيلاء على القنبلة. |                          |                                                                                  |                               |
| 8 | 8                        | خط بداية باكوغو 「スタートライン、爆豪の。」 - Sutāto rain, Bakugō no.           | خط البداية لكاتسوكي           |
| بينما يُنقل إيزوكو إلى مكتب الممرضة للمعالجته، يشاهد باكوغو بقية زملائه في الصف وهم يتقاتلون ويصبح مرتبكاً من مدى قوة بعض زملائه من قدراتهم. بعد تعافي إيزوكة من إصاباته، يحاول إيزوكو تشجيعه، لدرجة مشاركة أجزاء من سره مع باكوغو. لكن باكوغو يرفض تصديقه ويرد بالاعتراف بالهزيمة. قبل ذهابه، حذر باكوغو إيزوكو من أنه بدأ للتو، ولن يخسر أمامه مرة أخرى. يصل أول مايت لتحسين طِباع باكوغو مرة أخرى، لكن باكوغو رفض ووعده بتجاوز البطل الأول دون مساعدته. في هذه الأثناء، ظهرت أخبار تفيد بأن أول ماين يقوم بالتدريس في ثانوية الأبطال المرموقة، ويستقبلها بعض الأفراد بازدراء. |                          |                                                                                  |                               |
| 9 | 9                        | نعم، فقط أبذل جهدك، إيدا! 「いいぞガンバレ飯田くん！」 - Ii zo ganbare Iida-kun! | يمكنك فعلها يا تينيا          |
| أثناء الفصل الدراسي للفصل 1-A، أعلن السيد إيزاوا أن الفصل يحتاج إلى انتخاب ممثل مما يمنح الطلاب فرصة للحصول على تقدير إضافي. اختير إيزوكو كرئيس للفصل حسب طلبات فصله، ولكن انتهى به الأمر بالتخلي عن المنصب لإيدا عندما وجده أكثر ملاءمة لهذا المنصب. عُين على الفصل 1-A تمرين ميداني آخر حيث يلتقون بأحد أبطال الإنقاذ. بدأ الأمر بتحيي الطلاب وتعريفهم على منشأته. لكن بعد وقت قصير من شرح التمارين، يظهر فجأة حشد كبير من الأشرار المعروفين باسم "عصبة الأشرار" من خلال بوابة سوداء أمامهم. |                          |                                                                                  |                               |
| 10 | 10                       | لقاء مع مجهول 「未知との遭遇」 - Michi to no sōgū                                | مواجهة المجهول                |
| يستخدم كوروغيري صلاحياته لتفريق الطلاب في جميع أنحاء المنشأة حتى يتمكن الأشرار الآخرون من نصب كمين لهم لجذب انتباه أول مايت من أجل أن يقع في الفخ. ينتهي الأمر بإيزوكو عالقًا تحت الماء ومحاصرًا على متن سفينة مع زملائه في الفصل تسويو أسوي و مينورو مينيتا. على الرغم من تفوقهم العددي بشكل كبير، ولكن يقوم الثلاثة بتنسيق صلاحياتهم لهزيمة الأشرار والهروب من المنطقة. في ثانوية الأبطال وفي مكتب الممرضة، يحاول أول مايت الاتصال بـ إيزاوا ولكنه لم يستطع أن يتلق أي إشارة على ذلك. على الرغم من تجاوزه الحد الأقصى المسموح به وهو 3 ساعات لهذا اليوم، إلى أنه كان يخطط للذهاب إلى مكان التدريب. في شكل بطل للتحقيق. في مكان آخر، اختير إيدا من قبل الآخرين لاختراق فخ العدو وطلب المساعدة. |                          |                                                                                  |                               |
| 11 | 11                       | انتهت اللعبة 「ゲームオーバー」 - Gēmu Ōbā                                       | انتهاء اللعبة                 |
| بينما يواصل الطلاب القتال من أجل حياتهم ضد عصبة الأشرار، هُزم كلا المعلمين على يد أقوى الأشرار. تمكن إيدا في النهاية من الهروب بمساعدة أصدقائه لطلب الدعم من ثانوية الأبطال المرموقة. مع العلم أن مجموعتهم لا تستطيع محاربة التعزيزات، مما جعل الأشرار يخططون للتراجع. قبل بدء هروبهم، حاول زعيم عصبة الأشرار تومورا شيغاراكي قتل إيزوكو وتسويو ومينيتا القريبين منه ولكن تمت مقاطعته بظهور أول مايت نفسه. |                          |                                                                                  |                               |
| 12 | 12                       | أول مايت 「オールマイト」 - Ōrumaito                                             | بطلي هنا                      |
| بعد وصول أول مايت إلى مكان الهجوم، أطلق شيغاراكي العنان لسلاحه السري، وحش جديد والمسمى "وحش النومو" ضد أول مايت، والذي يجد نفسه يكافح من أجل إلحاق أي ضرر كبير بالـ وحش. يدفع أول مايت نفسه إلى ما هو أبعد من حدوده للتغلب على مراوغات نومو في امتصاص الصدمات والتجديد من خلال العديد من الهجمات السريعة الكاملة حتى يُطلقه خارج المنشأة ويتسبب في رعب الطلاب. في النهاية، أعلن أول مايت أن عصبة الأشرار قد انتهت، هذا الأمر الذي أثار استياء شيغاراكي. |                          |                                                                                  |                               |
| 13 | 13                       | في كل من قلوبهم 「各々の胸に」 - Onoono no mune ni                               | كلنا أبطال                    |
| على الرغم من أن أول مايت كان قادرًا على هزيمة نومو، إلا أنه لم يعد لديه طاقة متبقية وهو أعزل ضد شيغاراكي، ولكن إيزوكو تمكن من إيقاف العدو لفترة كافية حتى يصل المعلمون الآخرون وإجباره هو وكوروغيري على التراجع. بينما قُبض على الأشرار المتبقين وإنقاذ الطلاب، حيث شكر أول مايت إيزوكو لإنقاذه حياته ولكنه حُذر من أن القتال بعد الحد الأقصى قد خفضت من حد قوته إلى ساعة واحدة فقط في اليوم. يتشاور شيغاراكي مع كوروغيري، مما يعني أن عداوتهم ضد الأبطال هي مجرد بداية. في وقت لاحق من الليل، بعد علاج جروح إيزوكو أُخرج من المشفى، ووجد أوراراكا وإيدا ينتظرانه خارج المدرسة. في مكان آخر، يقف شخصص مجهولة على سطح أحد المنازل ويحدق في المدينة. |                          |                                                                                  |                               |

## إصدار الفيديو

### اليابانية
أصدرت توهو المسلسل على دي في دي وبلو راي في خمسة مجلدات في اليابان، حيث تم إصدار المجلد الأول في 29 من يونيو 2016، وتم إصدار المجلد الأخير في 12 مم أكتوبر 2016.
| كمية المجلد | كمية المجلد | الحلقات        | تاريخ الإصدار | Ref.  |
| ----------- | ----------- | -------------- | ------------- | ----- |
|             | 1           | 1–3            | 29 يونيو 2016 | [ 3 ] |
| 2           | 4–6         | 13 يونيو 2016  | [ 4 ]         |       |
| 3           | 7–9         | 17 أغسطس 2016  | [ 5 ]         |       |
| 4           | 10–11       | 14 سبتمبر 2016 | [ 6 ]         |       |
| 5           | 12–13       | 12 أكتوبر 2016 | [ 7 ]         |       |

### الانجليزية
أُصدر المسلسل في أمريكا الشمالية بواسطة فنميشن، حيث أصدر مجموعة تحرير وسرد محدودة الإصدار، ومجموعة تحرير وسرد قياسية، ومجموعة أقراص دي في دي في 18 من أبريل 2017. كما أصدرت أيضًا فنميشن المسلسل في أستراليا ونيوزيلندا من خلال عدة مواقع، حيث حصلت على إصدار محدود من التحرير والسرد. وأصدرت شركة أنيفيرسال سوني لاحقًا إصدارات قياسية من أقراص دي في دي وبلو راي في أستراليا ونيوزيلندا في 15 من أغسطس 2018. لاحقًا أصدرت فنميشن المسلسل في أستراليا ونيوزيلندا عبر مادمان إنترتينمت، ومن المقرر إطلاق إصدار المجمع في 4 من ديسمبر 2019. في المملكة المتحدة وأيرلندا، حيث قامت فنميشن بتوزيع الإصدار المحدود من خلال أنيفيرسال بيكتشرز للولايات المتحدة في 15 من مايو 2019، والإصدار القياسي دي في دي وبلو راي من خلال مانغا إنترتينمينت في 10 من يونيو 2019.
| كمية المجلد | كمية المجلد  | الحلقات | تاريخ الإصدار | Ref.   |
| ----------- | ------------ | ------- | ------------- | ------ |
|             | الموسم الأول | 1–13    | 18 أبريل 2017 | [ 13 ] |

| كمية المجلد  | كمية المجلد                | الحلقات       | تاريخ الإصدار | Ref.   |
| ------------ | -------------------------- | ------------- | ------------- | ------ |
|              | الموسم الأول (إصدار محدود) | 1–13          | 15 ماية 2017  | [ 14 ] |
| الموسم الأول | 1–13                       | 10 يونيو 2019 | [ 12 ]        |        |

| كمية المجلد  | كمية المجلد                | الحلقات                                               | تاريخ الإصدار | Ref.  |
| ------------ | -------------------------- | ----------------------------------------------------- | ------------- | ----- |
|              | الموسم الأول (إصدار محدود) | 1–13                                                  | 17 مايو 2017  | [ 9 ] |
| الموسم الأول | 1–13                       | 15 أغسطس 2018 (أنيفيرسل سوني) 4 ديسمبر 2019 (ماد مان) | [ 10 ] [ 11 ] |       |

## الاستقبال
تقييمات الولايات المتحدة للموسم الأول لأكاديمية بطلي أثناء بثه على تونامي.
| #  | العنوان                     | تاريخ العرض   | Viewers (millions) | DVR viewers (millions) | Total viewers (millions) | Ref(s) |
| -- | --------------------------- | ------------- | ------------------ | ---------------------- | ------------------------ | ------ |
| 1  | "إزوكو ميدوريا: أصل"        | 5 مايو 2018   | 0.718              | TBD                    | TBD                      | [ 15 ] |
| 2  | "ما يلزم لتصبح بطلا"        | 12 مايو 2018  | 0.578              | TBD                    | TBD                      | [ 16 ] |
| 3  | "زئير عضلات"                | 19 مايو 2018  | 0.554              | TBD                    | TBD                      | [ 17 ] |
| 4  | "خط بداية"                  | 2 يونيو 2018  | 0.608              | TBD                    | TBD                      | [ 18 ] |
| 5  | "ما أستطيع فعله الأن"       | 9 يونيو 2018  | 0.520              | TBD                    | TBD                      | [ 19 ] |
| 6  | "هج، أيها مهووس لعين."      | 16 يونيو 2018 | 0.720              | TBD                    | TBD                      | [ 20 ] |
| 7  | "ديكو ضد كاتشان"            | 23 يونيو 2018 | 0.661              | TBD                    | TBD                      | [ 21 ] |
| 8  | "خط بداية باكوغو"           | 30 يونيو 2018 | 0.601              | TBD                    | TBD                      | [ 22 ] |
| 9  | "نعم، فقط أبذل جهدك، إيدا!" | 7 يوليو 2018  | 0.560              | TBD                    | TBD                      | [ 23 ] |
| 10 | "لقاء مع مجهول"             | 14 يوليو 2018 | 0.497              | TBD                    | TBD                      | [ 24 ] |
| 11 | "انتهت اللعبة"              | 21 يوليو 2018 | 0.537              | TBD                    | TBD                      | [ 25 ] |
| 12 | "أول مايت"                  | 28 يوليو 2018 | 0.564              | TBD                    | TBD                      | [ 26 ] |
| 13 | "في كل من قلوبهم"           | 4 أغسطس 2018  | 0.504              | TBD                    | TBD                      | [ 27 ] |

## وصلات خارجية
- أكاديمية بطلي (الموسم 1) على موقع ANN anime (الإنجليزية)